# Змінні типу FS Великого Пса
Змінні зорі типу FS Великого Пса (FSCMa) — тип еруптивних  змінних зір спектральних класів від O9 до A2, що мають у спектрі набагато сильніші лінії водню, ніж класичні Be-зорі. В окремий тип змінності виділено американською асоціацією спостерігачів змінних зір. Названі за прототипом — FS Великого Пса. 
Імовірно, об'єкти цього типу є подвійними зоряними системами, в яких обмін масою триває або нещодавно відбувся, і, швидше за все, складаються з принаймні однієї зорі головної послідовності B-типу в пиловій оболонці. Характерними рисами є амплітуда близько 2 зоряних величин та доволі велика тривалість змін блиску.

## Відкриття та історія дослідження

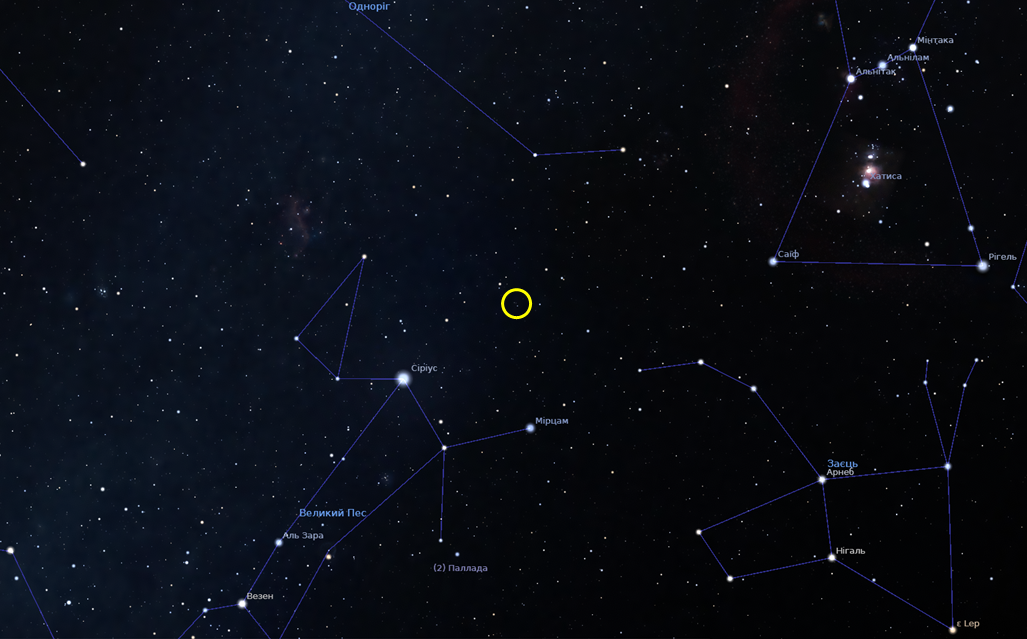
Розташування зорі-прототипа - FS Великого Пса на небі, відмічене жовтим колом.

Перша наукова публікація, де досліджувалася зоря-прототип, була датована 1989 роком. В самому дослідженні відзначалася квазі-періодичність цієї зорі з тривалістю циклу близько 296.5 діб. Автором дослідження була Елейн Халбедель (англ. Elaine M. Halbedel).
Наступне змістовне дослідження FS CMa було опубліковано в 1994 році. Воно було доволі комплексним, в результаті чого були суттєво покращені знання про цю зорю та природу її змін блиску. Було виявлено значна (на 0.4-0.5 зоряних величини) зміна яскравості зорі внаслідок довгострокових змін, що спостерігалися протягом 12 років - з 1980 по 1992. За цей час зоря збільшила свій блиск у видимій та ближній інфрачервоній області, і в той же час значно зменшила його на більших довжинах хвиль. Як і у попередній публікації, були розраховані показники кольору, які також змінювалися з часом.
Станом на лютий 2023 року опубліковано 58 наукових статей, що індексуються у NASA ADS. Серед об'єктів досліджень були і сам прототип - FS Великого Пса, й інші зорі, які були пізніше віднесені до цього типу. Завдяки роботі десятків вчених протягом понад трьох десятиліть розуміння фізики процесів в зорях типу FS CMa покращувалося, а список зір поповнювався[джерело?]. 

## Характерні особливості
Лінії випромінювання водню для зір типу FS CMa набагато сильніші, ніж у звичайних зір типу Be, і в спектрі також присутні певні заборонені лінії, тому їх іноді класифікують як підтип Be-зір.
Зорі FS CMa доволі рідкісні, тому відомо небагато об'єктів цього типу. Відповідно, це суттєво ускладнює дослідження їх властивостей. Також наразі немає загальноприйнятої теорії, яка б пояснювала походження подібних зір та причини зміни ними блиску. Кілька подібних об'єктів були виявлені у масивних зоряних скупченнях, і це виключило деякі теорії про їх походження. Одним із пояснень ефекту наразі є злиття подвійних зір.
Серед спектроскопічних особливостей відзначалася наявність ліній випромінювання водню серії Бальмера, а також додаткові лінії одноразово іонізованих феруму, нікелю, хрому, сульфуру та нейтрального оксигену. Дослідники, які отримували спектри цієї зорі, відзначали суттєву змінність інтенсивності емісійних ліній.
В 1996 році було висунуто припущення, що зоря FS Великого Пса має п'ятий клас світності, тобто лежить на головній послідовності. Однак в одному з наступних досліджень подібні зорі позначалися саме як надгіганти за своєю світністю.

## Критерії класифікації
Згідно дослідження, проведеного Мірошниченко А.С. в 2007 році, є низка спостережуваних та фізичних критеріїв для цього типу змінних зір.
Спостережувані особливості:
1. Спектральні лінії:
  - Наявні емісійні лінії водню, більш інтенсивні, ніж в звичайних Be зорях та звичайних надгігантах;
  - Наявні лінії іонізованого феруму та нейтрального оксигену;
  - Подекуди наявні лінії іонізованого феруму і слабкі лінії двократно іонізованого оксигену.
2. Суттєвий надлишок інфрачервогоно випромінювання з максимумом на довжині хвилі 10-30 мікрометрів.
3. Розташування зір типу FS CMa за межами областей зореутворення.
4. Друга зоря системи значно тьмяніша та холодніша за головну зорю.

Фізичні критерії:
1. Ефективна температура головного компоненту системи лежить в межах від 9000 К до 30 000 К.
2. Десятковий логарифм світності головної зорі системи в межах між ~2.5 та ~4.5.

## Приклади змінних зір цього типу
- FS CMa[2][8] - прототип
- IRAS 17449+2320[9]
- MWC 645[10]
- AS 78[8]
- CI Cam[8]
- AS 119[8]
- HD 50138[8]
- AS 160[8]
- Hen 140[8]
- HD 85567[8]
- MWC 623[8]
- MWC 342[8]
- V669 Cep[8]
- MWC 657[8]

## Галерея
|  |  |  |
|  |  |  |